# 弱者男性
弱者男性（じゃくしゃだんせい）とは、貧困・独身・障害・不細工など弱者になる要素を備えた男性のことである。対義語は強者男性。
弱者となる要素の候補としては、非正規雇用や低収入、容姿の悪さ、コミュニケーション障害、パートナーの不在、発達障害や精神疾患などが挙げられている。この言葉は2010年代からSNSを中心に使用されるようになり、強者であるとされる男性の中にも恵まれない者がいると論じるときに用いられるとされる。「真の弱者は男性である」という議論が行われることがある。

## 分類
弱者男性を自認する者にSPA!が実施したアンケートによると、自身を弱者男性だと感じる要素の上位5つは次の通りであった。
- 年収が低い、貧乏
- 友人が少ない
- 人と話をするのが苦手
- 外見が優れていない
- 恋人がいない

また、「何が悪いと思うか」という質問への結果は次の5つに大別されることが判明した。
- 自分
- 社会や政治家
- 会社
- 家族
- 女性

## 評論・見解
フリーライターの鎌田和歌は、弱者男性論の中核となっている識者の中には年収の高い男性もおり、強者男性が弱者男性論を煽っている面があることに疑問を呈している。その上で、社会問題の解決に至る議論をネット上に求める難しさを指摘している。
批評家の斎藤環は、社会は弱者男性に対して温かくはなく、「弱者男性の安楽死を合法化せよ」という差別的な言説がネット上で飛び交っているとしている。一方で、弱者男性の怨嗟の矛先はさらに弱い立場の者に向かい、結果的に弱者切り捨てを促進してしまっていると指摘している。
経済アナリストの立木信は、2022年時点の中年男性はちょうど就職氷河期世代にあたり、1991年のバブル崩壊後の就職難であった世代であるとしている。立木同様、藤田直哉も弱者男性に就職氷河期世代が目立つとしている。立木によれば、男性の主な職場だった工場が経済のグローバル化で海外に移転し、外国人労働者が増え、女性の社会進出も活発化したため、若年男性層の非正規雇用が目立つようになり、これまでは「負け惜しみ」「男らしくない」と言われ口に出すことができなかった弱者男性の本音が「真の被害者は弱者男性でもあり、国家や社会からの制度的支援が何もない」といった主張という形で世に出てきたとしている。これは日本に限らず、世界中で弱者男性を支援する「メンズリブ」運動が起きているという。
批評家のベンジャミン・クリッツァーは、そのつらさの内実として、経済的な困窮もありつつも、女性パートナーの不在による孤独感や承認の欠如が大きいと指摘している。
実業家のトイアンナは、独自の定義を用いて日本には1,500万人の弱者男性が存在し、また、自らを弱者と自認する男性は1,600万人存在する、と推計している。これは日本人男性の4分の1に相当しており、放置すればGDP停滞のリスクがあると警鐘を鳴らした。また、弱者男性に対するはてな匿名ダイアリーに寄せられた「弱者男性は弱者男性同士でセックスすればいい」「弱者男性の安楽死を合法化しよう」「正直弱者男性のことなんかどうでもいいし、死ねばいい」などの意見を取り上げ、「言語道断の差別である」と論じた。また、強者の男女は弱者男性を「実力がないために貧困に陥った」「努力してこなかった人」として無視すると述べた。そして、「男らしさ」の呪縛からの解放が必要であると論じている。
実業家の西村博之は「弱者男性」問題について、「誰からも好かれていないし、期待されていないおっさんをどうにかしないと社会に悪影響があるよね」と評した。個人的にそういう人を「無敵の人」と呼んでいるとし、「家族や恋人ができたらいいよね」という解決策があるが、それは現実的に難しく、そこで注目したいのが南米ベネズエラの食糧危機であるとした。ニコラス・マドゥロ大統領は貧困地域に食料としてウサギを配布したが、国民はペットとしてウサギに名前を付け、一緒に寝てかわいがっていて、全然食べなかった。そこでひろゆきは「人は、弱い存在から頼られることで幸せを感じたりする生き物です」としたうえで、「ウサギを配ってみると、『自分が社会からいなくなったら、ウサギの世話をする人がいなくなって、ウサギがかわいそう』ってことで、ウサギの世話をし続けるために社会に居続けてくれるんじゃないか」と持論を展開した。
日本経済新聞は、「いまや男性こそ差別される弱者だ」という「男性差別論」が2024年に急速に目立ち始め、2024年アメリカ合衆国大統領選挙でのドナルド・トランプの勝利につながったとの見方を示す記事を掲載している。
ドイツでは、「若い男性の3人に1人は、一度もガールフレンドがいたことがない。君もその一人か?」と語りかける動画など、TikTokを使った若者へのアピールの成功がドイツのための選択肢（AfD）の躍進につながったとされる。

### 伊藤昌亮の見解
日本における弱者男性論の形成と変容について、社会学者の伊藤昌亮は主に2ちゃんねるの動きを「弱者男性運動」と捉え、次のように概観している。
1990年代初頭のメンズリブ運動が盛り上がる中で、1992年（平成4年）5月に結成された「だめ連」は恋愛弱者・経済弱者・コミュニケーション弱者の3つの属性を持つ同士で交流を行う活動を行った。なかでも、この3つの属性を兼ね備える「オタク」は弱者男性を代表するシンボルとして扱われた。やがてネット上の弱者男性コミュニティは、はてなダイアリーなどのブログで「非モテ論壇」として自己救済を目指す動きと、2ちゃんねるに代表される階級闘争を目指す動きへと分化した。2ちゃんねるでは、弱者男性による強者男性や女性に対する誹謗中傷が行われ、特に女性に対するミソジニーは反フェミニズム・反リベラルと結びつき、階級闘争の側面を強くした。2000年代初頭以降、フェミニズムに対するバックラッシュが起こると、弱者男性はより右傾化し攻撃的になっていった。
一方で、2ちゃんねる開設当時の弱者男性は、恋愛弱者や経済弱者ではあったが、情報技術（IT）に長けた情報強者であった。弱者男性の持つ情報力を活かした一発逆転によって、経済的強者・恋愛強者になれるという階級闘争の戦略も生まれ、この戦略を実践した堀江貴文や前澤友作、与沢翼は弱者男性のオピニオンリーダーとなった。これらの成功例の存在から、弱者男性はIT革命による新自由主義と親和性が高いと伊藤は主張する。
また、伊藤は「社会的排除指標」による調査では男性の方が排除度が高く、とくに「低学歴中年男性」が最も排除されやすいプロフィールだったとしている。ただし、「弱者女性」の苦労は「弱者男性」の比ではないと指摘している。さらに、弱者男性論は「排除」論で語るべき物事を「差別」論で語っている点で誤りだとしており、不毛な「逆差別」論に終始していると説明している。

## 女性をあてがえ論
弱者男性論はしばしば、反フェミニズムや反リベラリズムとセットになる。その一例として「女性をあてがえ」論があり、これは弱者男性一人に女性一人を割り当てる制度をつくるべきだとする主張である。
また、勝ち組の強者女性は負け組の弱者男性を積極的にケアすべきだという主張もある。ネット上で語られることが多い言葉が上昇婚であり、「高年収な女性は下方婚すべきである」または「上昇婚を望む女性はわがままで分不相応だ」と主張される。

## 類似概念
インターネット上で使用される「弱者男性」に類似した概念として「キモくて金のないおっさん（KKO）」や「かわいそうランキング（の下位）」がある。英語では、「強者男性」と「弱者男性」の構図と似た概念として「アルファメール（alpha male）」と「ベータメール（beta male）」という言葉が使われている（en:Alpha and beta male）。ただし、これは本来動物行動学における階層構造の研究のため生まれたもので、この概念を人間社会の相互作用に適用する際には議論があり、インターネット・ミームとしての誤用・乱用が問題視されている。

### 属性
- 無敵の人 - 社会的に失うものがないため犯罪を犯すことに抵抗がない人。
- 子供部屋おじさん - 子供部屋で成人後も暮らす中年男性。
- 働かないおじさん - 成果や行動が伴っていない中年男性。
- 喪男 - モテない男性を表す2ちゃんねる用語。女性の場合は喪女。
- 絶食系男子 - 女性との交際がない男性。類語に草食系。
- チーズ牛丼（チー牛）
- 表現の自由戦士 - ポルノグラフィーやヘイトスピーチについての表現の自由を重視し、それらの規制に反対する者。
- リア充 - リアルが充実している人。
- ダメンズ - 恋愛弱者ではないがダメな所の多い男性。

### 思想
- 反フェミニズム - フェミニズムに反対する思想や運動。
- ミソジニー - 女性に対する嫌悪や蔑視。男性に対するものはミサンドリー。
- マスキュリズム/男性学 - フェミニズム/女性学の男性版。
- 有害な男らしさ - 男性自身に害を及ぼすようなジェンダー規範

### 日本国外のスラング
- インセル - 自身に性的な経験がない原因は女性の側にあると考える男性。
- MGTOW - 女性をリスクと考え、関わりを避ける男性。
- プアホワイト、レッドネック - 白人貧困層を指す用語。
- イデナム - 反フェミニズムの男性を指す韓国のスラング。

### その他
- 男性団体
  - 日本弱者男性センター
- 性差別
  - 男性差別/女性差別
- メンズリブ
- 中年差別
- 赤木智弘 - 2006年-2007年に弱者男性論を定式化した。
- マノスフィア（英語版）